# 青島話
青島話是通行于中國青島市市域范围内的一种北方现代汉语方言。系属胶辽官话青莱片。

## 方言范围
广义的青岛话，按照不同特点，可以分为7种方言：青岛老市区方言、崂山－城阳-李沧-即墨方言、胶州-黄岛方言、平度方言和莱西方言。青岛开埠早期的青岛话实际上是和今天崂山区、城阳区、即墨区一带差不多的“本地话”，另有一支分布于老黄岛区（原属胶澳租借地海西区），和胶州话接近。青岛市区老派方言大致指1950年以前出生土生土长的原自然村居民所使用的方言，基本未受外来移民和普通话发音影响。现在坊间所称的青岛话一般指的是青岛老市区一带的话，俗称“市里话”，是以老派的青岛方言（旧时即墨县仁化乡方言）为基础，融合青岛开埠后的山东各地移民口音、部分德语日语词汇以及普通话发音而成的一支新型方言，约形成于20世纪60年代以后，主要分布范围一般指团岛以东、湛山以西、北岭以南的地区，即老区划中指的市南（现市南区西部）、台西（现市南区西南部）、市北（现市北区中西部）、台东（现市北区中西部）、四方（现市北区中部和北部），旧沧口街（李沧区西部，青岛北站至维客广场一带）的居民也较多使用。崂山－城阳-李沧-即墨方言的范围则为原沧口区（现市北区北部和李沧区的北部）、崂山县（包括现在的崂山区、城阳区、李沧区中部及东部、市北区东部以及市南区中东部），即墨市（现在的即墨区），使用者多数为青岛市设立前便已存在的各个村庄内的居民，包括青岛老市区的原自然村居民。另外平度市东南部、胶州市大沽河以东部分地区所使用的方言也属于该类型。而狭义的青岛话指的是上世纪60年代后形成的老市区方言（以下用以代指青岛话）。

## 历史发展
青岛话的老城区方言发端于20世纪40年代，于60年代基本成型。相比其他大城市，青岛的历史相对较短，但由于近代青岛经济、文化发展迅速，人口流动频繁，加之境域变动较大，使得外地的语言与青岛话，还有青岛话各方言之间相互影响、相互融合，主城区的市区话范围不断扩展，形成了如今丰富多样又独具特色的青岛话。另外，由于青岛市是全国宣传使用普通话较早的城市之一，在方言特点成型后不久，受此影响，青岛话各方言中的一些与普通话相差较大的语音（如阳平并入去声、区分尖团音、存在中古“‘日’母字”的零声母现象）、词汇和语法多数已经不再常见。这些发展减少了各方交流的障碍或误会，但也产生了本地文化丧失的遗憾。为保护地方语言文化，青岛市将于2012年启动建设地方方言资源数据系统，采用科学的采集模式对本地方言的音系、单字、词汇、语法、规定故事讲述、自选话题对话交流等语料音频、视频记录下来，建立《青岛话数据库》。

## 语音
青岛话主要特点为声母细分、韵母简化、声调减少，语流音变多样。

### 声母
在老派青岛话中，汉语拼音的两组声母各可以细分为两组（即尖团音）对立；在新派青岛话中，该区分已不明显。详细见下。
- zh – ch – sh: 舌尖后音，/ʈ͡ʂ/ – /ʈ͡ʂʰ/ – /ʂ/；舌叶音，/t͡ʃ/ – /t͡ʃʰ/ – /ʃ/。
- j – q – x: 舌面前音，/t͡ɕ/ – /t͡ɕʰ/ – /ɕ/；舌尖前音，/t͡s/ – /t͡sʰ/ – /s/。

另外，声母r /ʐ/在部分字中脱落（即“零声母”，例如，日→意），在部分字中被l /ɭ/代替（例如，仍→棱），在部分字中被声母y代替（例如，肉→又）。er在普通话中为零声母，老派青岛话可读作/ɭ(h)ə/（舌边音l自成音节，其后不与韵母相连，类似但不同于普通话的“le”）。

### 韵母
在老派青岛话中，汉语拼音的韵母可以发生如下简化。在新派青岛话中后两种简化不明显。
- 复韵母单化：/ei/→/e/, /ai/→/ɛ/, /aʊ̯/→/ɒ/。
- 前鼻音韵母鼻化：前鼻音韵母失去舌尖鼻音/n/，其前韵母变为鼻化元音。例如，/ian/→/iã/。
- 后鼻音韵母合并：/ǝŋ/和/uŋ/合并，/iŋ/和/yŋ/合并。由此产生了eng与ong不分的问题（例，腾=同、应=用）。

另外，韵母ie与iai不合并：ie作/iə/（例，姐、杰、接）、iai作/iɛ/（例，街、界、解）

### 声调
在一般情况下（不发生语流音变时），青岛话仅有三声（普通话为四声），部分调值也与普通话有差异，详细见下。
| 普通话声序 | 调类 | 普通话调值 | 青岛话调值 |
| ---------- | ---- | ---------- | ---------- |
| 一声       | 阴平 | 高平调55   | 降升调213  |
| 二声       | 阳平 | 中升调35   | 降调42     |
| 三声       | 上声 | 降升调214  | 高平调55   |
| 四声       | 去声 | 全降调51   | 降调42     |

### 语流音变
- 连读引起变调，详细见下表：

| +            | 第一个字213 | 第一个字42          | 第一个字55           |
| ------------ | ----------- | ------------------- | -------------------- |
| 第二个字213  | 55+213      | 不变                | 不变                 |
| 第二个字42   | 不变        | 31+42               | 不变                 |
| 第二个字55   | 31+55       | 31+55               | 31+55                |
| 第二个字轻声 | 31+轻声     | 1.55+轻声 2.42+轻声 | 1.434+轻声 2.55+轻声 |

- 轻声引起变调变韵：

音强较弱、音长较短，音高倾同于前字。
- 儿化引起变声变韵：
  - 声母：/t͡ʃ/ – /t͡ʃ/ – /ʃ/ → /ʈ͡ʂ/ – /ʈ͡ʂʰ/ – /ʂ/；
  - 韵母：相近合并，例如/ɩ/ – /ɿ/儿化→ /eɹ/。

## 词汇
青岛话的特有词汇主要表现出以下几个特点：
- 新旧更替快：随着社会的迅速发展，部分和普通话差异较大或适用面较窄的词汇逐渐被替代或消失。
- 同义词多：一般同一事物因说话人感情倾向或观察着眼点不同可派生出多个同义词。
- 维持中古词：例如，“观目”（指人的模样，语见先秦《孔从子·记义》：“若夫观目之丽靡，窈窕之淫音，夫子过之而弗视。 ”）、“白醭”（语见唐代白居易的诗句：“酒瓮全生醭”）、“夜来”（指昨天，语见宋代贺铸的《浣溪沙》的词句：“更垂帘幕护窗纱，东风寒似夜来些。”）。
- 保留外来词：近代青岛分别经历了德国和日本的侵略占领，保留了一些德语和日语源的译音词。例如，“大嫚儿”（Dame，指年轻女性）、“古力”（Gully，指下水道、窨井）、“鞈鞑”（Sandale，指拖鞋）、“尼根儿”（Nickel，指镍币）、“喽吼”（Look，指动作看）、“榻榻米”（畳／たたみ，指叠席）、“米达罗”（メートル，指上宽下敛的水桶）等。
- 存在特有词：少数词语甚至找不到对应的汉字。例如，/t͡sʰɒ˨˩˦ ji˦˨/（发音近似“草鸡”，表示因一方不遵守事先约定的规则而使对方产生的愤懑感觉），/ku˦˨ yʊŋ/（发音近似“蛄蛹”，原指蠕虫类爬行时扭动身体的动作，引申为表示幅度较小的身体转动，类似“辗转反侧”中的身体晃动）